# Persone di cognome Silva
| Questa pagina contiene informazioni ricavate automaticamente dalle voci biografiche con l'ausilio del template Bio e di un bot. L'aggiornamento è periodico e automatico e ricostruisce completamente la pagina. Se manca una persona in questa lista, sei pregato di non aggiungerla, ma accertati piuttosto che la sua voce biografica contenga il template Bio e che i dati anagrafici siano correttamente compilati. Se il template Bio manca, inseriscilo tu stesso o, in alternativa, metti l'avviso {{tmp\|Bio}} che ne segnala la mancanza. Se i dati riportati sono sbagliati, correggi direttamente la voce biografica; le modifiche saranno visibili in questa lista entro pochi giorni. Per chiarimenti vedi il progetto antroponimi. La lista contiene solo le 92 persone che sono citate nell'enciclopedia e per le quali è stato implementato correttamente il template Bio. Pagina aggiornata al 23 apr 2025. |

Questa è una lista di persone presenti nell'enciclopedia che hanno il cognome Silva, suddivise per attività principale.

## Allenatori di calcio(5)
- Carlos Alberto Silva, allenatore di calcio brasiliano (Bom Jardim de Minas, n. 1939 - Belo Horizonte, † 2017)
- Anthony da Silva, allenatore di calcio e ex calciatore portoghese (Le Creusot, n. 1980)
- Augusto Silva, allenatore di calcio e calciatore portoghese (n. 1902 - † 1962)
- Juan Ramón Silva, allenatore di calcio e ex calciatore uruguaiano (n. 1948)
- Massimo Silva, allenatore di calcio e ex calciatore italiano (Pinarolo Po, n. 1951)

## Allenatrici di tennis(1)
- Neuza Silva, allenatrice di tennis e ex tennista portoghese (Setúbal, n. 1983)

## Arcivescovi cattolici(1)
- Augusto Álvaro da Silva, arcivescovo cattolico e cardinale brasiliano (Recife, n. 1876 - Salvador, † 1968)

## Artisti marziali misti(3)
- Anderson Silva, ex artista marziale misto e ex pugile brasiliano (San Paolo, n. 1975)
- Antônio Silva, artista marziale misto brasiliano (Brasília, n. 1979)
- Erick Silva, artista marziale misto brasiliano (Vila Velha, n. 1984)

## Astronomi(1)
- Giovanni Silva, astronomo e scienziato italiano (Legnago, n. 1882 - Padova, † 1957)

## Attori(6)
- Franco Silva, attore italiano (Genova, n. 1920 - Livorno, † 1995)
- Frank Silva, attore e scenografo statunitense (Sacramento, n. 1950 - Seattle, † 1995)
- Geno Silva, attore statunitense (Albuquerque, n. 1948 - Los Angeles, † 2020)
- Henry Silva, attore statunitense (New York, n. 1926 - Los Angeles, † 2022)
- Hugo Silva, attore spagnolo (Madrid, n. 1977)
- Rafael L. Silva, attore brasiliano (Belo Horizonte, n. 1994)

## Attrici(4)
- Leslie Silva, attrice statunitense (Schenectady, n. 1968)
- Maisa Silva, attrice, conduttrice televisiva e doppiatrice brasiliana (São Bernardo do Campo, n. 2002)
- María Silva, attrice spagnola (Palencia, n. 1941 - Madrid, † 2023)
- Rita Silva, attrice italiana (Pisa, n. 1953)

## Calciatori(28)
- Carlinhos Bala, ex calciatore brasiliano (Recife, n. 1979)
- Jucilei, ex calciatore brasiliano (São Gonçalo, n. 1988)
- Ronaldo Henrique Silva, calciatore brasiliano (San Paolo, n. 1991)
- Agustín Silva, calciatore argentino (Bragado, n. 1989)
- Carlos Luciano da Silva, ex calciatore brasiliano (Porto Alegre, n. 1975)
- Héctor Silva, calciatore uruguaiano (Montevideo, n. 1940 - Montevideo, † 2015)
- Carlos Silva, calciatore portoghese (n. 1902 - † 1964)
- Daniel da Silva, ex calciatore brasiliano (San Paolo, n. 1973)
- David Mendes Silva, calciatore capoverdiano (Coimbra, n. 1986)
- Diego Pelicles da Silva, ex calciatore brasiliano (Natal, n. 1982)
- Eudi Silva, ex calciatore brasiliano (Rio de Janeiro, n. 1983)
- Facundo Silva, calciatore argentino (La Plata, n. 1991)
- Francisco Silva, calciatore portoghese
- Hugo Silva, calciatore argentino (Quilmes, n. 1992)
- Ian Silva, calciatore portoricano (n. 2004)
- Iván Silva, calciatore argentino (Villa Gobernador Gálvez, n. 1994)
- Jaime Silva, calciatore colombiano (Bogotà, n. 1935 - Tarragona, † 2003)
- Jesus Carlos da Silva, ex calciatore brasiliano (Baldim, n. 1943)
- Jonathan Silva, calciatore argentino (La Plata, n. 1994)
- Jorge Santos Silva, calciatore brasiliano (Recife, n. 1987)
- José Silva, calciatore portoghese (n. 1903 - Nevado de Longaví, † 1961)
- Marcelo Oliveira Silva, ex calciatore brasiliano (Belo Horizonte, n. 1984)
- Mateus William Sabino Silva, calciatore brasiliano (Osasco, n. 1990)
- Nicolás Silva, calciatore argentino (Las Parejas, n. 1990)
- Oswaldo Silva, calciatore brasiliano (Santos, n. 1926 - San Paolo, † 1997)
- Tomás Ariel Silva, calciatore argentino (Buenos Aires, n. 2003)
- Walterson, calciatore brasiliano (São Gotardo, n. 1994)
- Washington da Silva, ex calciatore brasiliano (Cataguases, n. 1985)

## Calciatrici(1)
- Diana Silva, calciatrice portoghese (Amadora, n. 1995)

## Cantanti(4)
- Clementina de Jesus, cantante brasiliana (Valença, n. 1901 - Rio de Janeiro, † 1987)
- Elisa Silva, cantante portoghese (Ponta do Sol, n. 1999)
- Ilta, cantante finlandese (Jyväskylä, n. 1996)
- Roberto Silva, cantante e compositore brasiliano (Rio de Janeiro, n. 1920 - Rio de Janeiro, † 2012)

## Cestiste(2)
- Elisa Silva, ex cestista italiana (Alzano Lombardo, n. 1988)
- Thayná Silva, cestista brasiliana (Rio de Janeiro, n. 1996)

## Cestisti(1)
- Luís Fernando Silva, ex cestista brasiliano (n. 1970)

## Compositori(1)
- João Cordeiro da Silva, compositore e organista portoghese (Elvas - Lisbona)

## Critiche d'arte(1)
- Bisi Silva, critica d'arte nigeriana (n. 1962 - Lagos, † 2019)

## Disegnatori(1)
- Carmelo Silva, disegnatore e umorista italiano (Treviglio, n. 1909 - Treviglio, † 1996)

## Filosofi(1)
- Agostinho da Silva, filosofo, poeta e saggista portoghese (Porto, n. 1906 - Lisbona, † 1994)

## Fondisti(1)
- Manex Silva, fondista brasiliano (Rio Branco, n. 2002)

## Giocatori di beach volley(1)
- Harley Marques Silva, giocatore di beach volley brasiliano (Brasilia, n. 1974)

## Giocatori di calcio a 5(1)
- Guillermo Silva, ex giocatore di calcio a 5 paraguaiano (n. 1969)

## Giocatori di football americano(1)
- Andres Silva, giocatore di football americano svizzero (n. 1988)

## Giornalisti(1)
- Fausto Silva, giornalista, conduttore televisivo e conduttore radiofonico brasiliano (Porto Ferreira, n. 1950)

## Hockeisti su ghiaccio(1)
- Alex Silva, ex hockeista su ghiaccio italiano (Varese, n. 1980)

## Mezzofondiste(1)
- Patricia Silva, mezzofondista portoghese (n. 1999)

## Militari(1)
- Lelio Silva, militare e aviatore italiano (Venaria Reale, n. 1915 - Cielo del Mediterraneo centrale, † 1942)

## Nobili(3)
- Donato II Silva, nobile, letterato e mecenate italiano (Milano, n. 1690 - Cinisello, † 1779)
- Ercole Silva, nobile, scrittore e architetto del paesaggio italiano (Milano, n. 1756 - Cinisello, † 1840)
- Gerardo Antonio Silva, nobile italiano (Milano, n. 1646 - † 1714)

## Nuotatori(1)
- Clodoaldo Silva, nuotatore brasiliano (Natal, n. 1979)

## Poeti(1)
- José Asunción Silva, poeta colombiano (Bogotà, n. 1865 - Bogotà, † 1896)

## Politici(3)
- António Maria da Silva, politico portoghese (Lisbona, n. 1872 - Lisbona, † 1950)
- Arnaldo Silva, politico e antifascista italiano (Roma, n. 1887 - Mosca, † 1938)
- Reinaldo Azambuja, politico brasiliano (Campo Grande, n. 1963)

## Rapper(1)
- Piruka, rapper portoghese (Cascais, n. 1993)

## Rugbisti a 15(1)
- Héctor Silva, rugbista a 15 e allenatore di rugby a 15 argentino (La Plata, n. 1945 - La Plata, † 2021)

## Schermidori(1)
- Juan Silva, schermidore venezuelano (n. 1982)

## Scrittori(3)
- Daniel Silva, scrittore statunitense (Detroit, n. 1960)
- Feliciano de Silva, scrittore spagnolo (Ciudad Rodrigo, n. 1491 - † 1554)
- Umberto Silva, scrittore, regista e psicoanalista italiano (Pellio Intelvi, n. 1943)

## Scultori(2)
- Agostino Silva, scultore svizzero (Morbio Inferiore, n. 1628 - Morbio Inferiore, † 1706)
- Francesco Silva, scultore svizzero (Morbio Inferiore, n. 1560 - † 1643)

## Storici(1)
- Pietro Silva, storico italiano (Parma, n. 1887 - Bologna, † 1954)

## Taekwondoka(1)
- Mario Gentil Silva, taekwondoka portoghese (Braga, n. 1993)

## Tenniste(1)
- Eden Silva, tennista britannica (Londra, n. 1996)

## Tennisti(1)
- Júlio Silva, ex tennista brasiliano (Jundiaí, n. 1979)

## Triatleti(1)
- João Pedro Silva, triatleta portoghese (n. 1989)

## Vescovi cattolici(2)
- Alberto Ricardo da Silva, vescovo cattolico est-timorese (Vila General Carmona, n. 1943 - Dili, † 2015)
- Clarence Richard Silva, vescovo cattolico statunitense (Honolulu, n. 1949)